# Charitospize charbonnier
Charitospiza eucosma
Genre
Espèce
Statut de conservation UICN

 NT  : Quasi menacé
Le Charitospize charbonnier (Charitospiza eucosma) est une espèce de passereaux appartenant à la famille des Thraupidae. C'est la seule espèce du genre Charitospiza.

## Répartition et habitat
On le trouve dans le nord-est et le centre du Brésil, le nord-est de la Bolivie, et le nord-est de l'Argentine. Il vit dans le cerrado (savane très dense) et la caatinga (forêt épineuse) de plaine, en dessous de 1 200 m.
Il est menacé par la perte de son habitat.

### Charitospiza
- (en) Congrès ornithologique international : Charitospiza eucosma dans l'ordre Passeriformes (consulté le 18 mai 2015)
- (en) Zoonomen Nomenclature Resource (Alan P. Peterson) : Charitospiza  dans Thraupidae
- (en) UICN : espèce Charitospiza eucosma Oberholser, 1905 (consulté le 18 mai 2015)
- (en) Animal Diversity Web : Charitospiza

### Charitospiza eucosma
- (fr) Oiseaux.net : Charitospiza eucosma (+ répartition)
- (en) Zoonomen Nomenclature Resource (Alan P. Peterson) : Charitospiza eucosma  dans Thraupidae
- (fr + en)  Avibase : Charitospiza eucosma (+ répartition)
- (en) Animal Diversity Web : Charitospiza eucosma